# Eliana Paco
Eliana Paco Paredes (9 de febrero de 1982, La Paz, Bolivia) es una diseñadora de moda y política boliviana de etnia aimara. En 2016 exhibió sus colecciones, inspiradas en las vestimentas de las cholitas bolivianas, en la Semana de la Moda de Nueva York. Actualmente también es concejal de La Paz por el Movimiento al Socialismo (MAS).

## Biografía

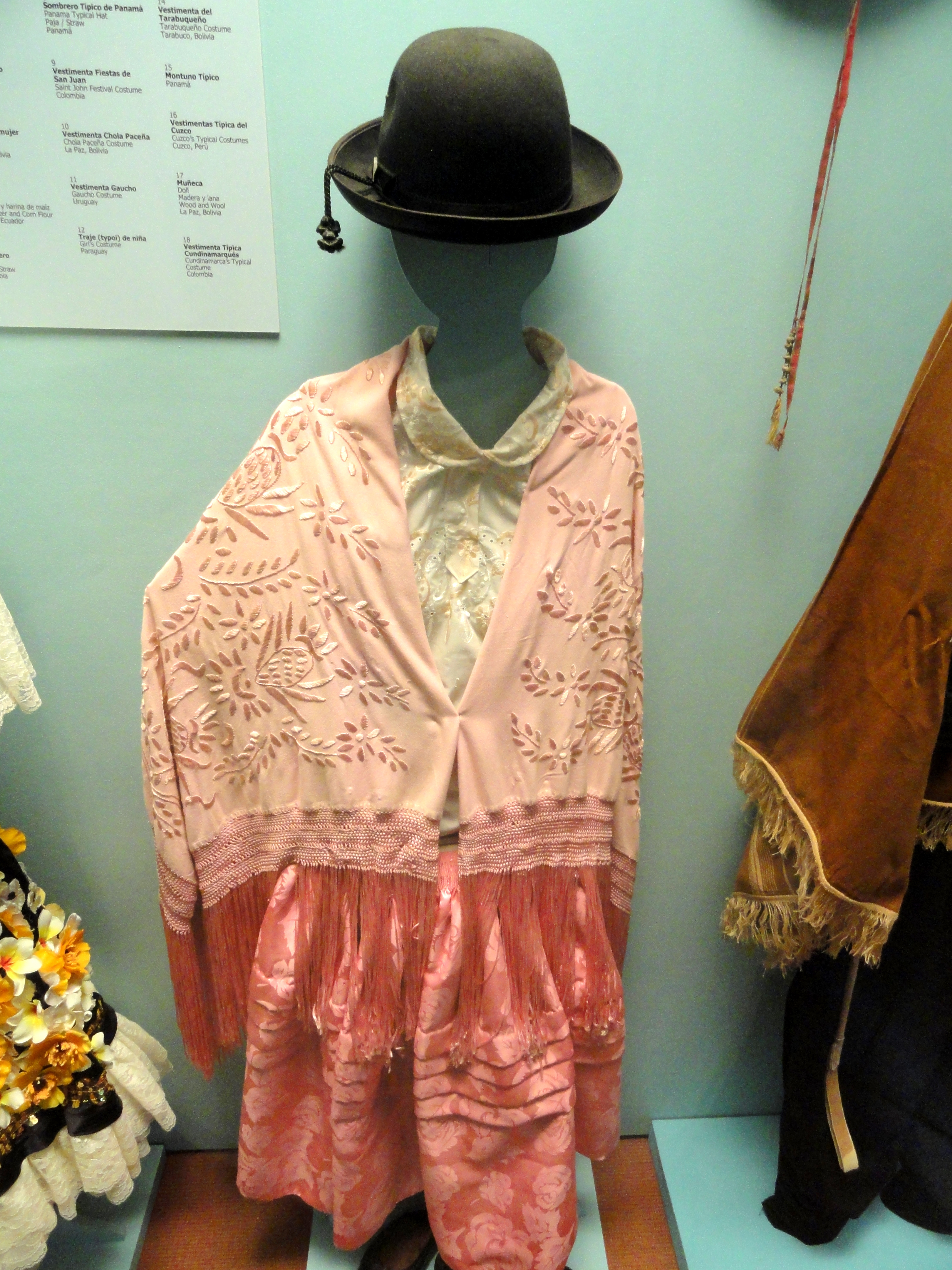
El traje de la chola boliviana, inspiración para los diseños de Eliana Paco.

Sus padres eran artesanos. Es secretaria de profesión e inició en el negocio siguiendo los pasos de su madre, Cecilia, quien ya trabajaba en la confección y venta de polleras, importante elemento del traje de las cholitas. Sus creaciones se venden, además de Bolivia, en Perú, Argentina, Chile y España. Participó de la Semana de Moda de Bolivia, realizada en Cochabamba. El éxito que tuvo en ese evento motivó una invitación para que em septiembre de 2016 exhibiera su colección "Pachamama" en la Semana de la Moda de Nueva York, con 12 modelos internacionales luciendo sus diseños, inspirados en las ropas de las cholas bolivianas y hechos con tejidos de lana de camélidos de los Andes, como la alpaca y la vicuña. En los siguientes meses también los presentaría en la capital Washington, en Bogotá y en Toronto, Canadá. Es duena de una tienda en La Paz, "Diseños Esmeralda",creada el 2004.
En mayo de 2021 tomó posesión del cargo de concejal para el cual fue elegida en las elecciones subnacionales ocurridas el 7 de marzo de ese mismo año en Bolivia. Luego fue escogida como Vicepresidenta del Consejo Municipal.